# 다프네 카루아나 갈리지아
다프네 카루아나 갈리지아(몰타어: Daphne Caruana Galizia, 1964년 8월 26일 ~ 2017년 10월 16일)는 몰타의 언론인이자 블로거이다. 파나마 페이퍼스에 관한 보고서를 발표하였으며, 파나마 페이퍼스와 관한 논란이 되고 있는 민감한 정보를 공개했다. 2017년 10월 16일에 자동차 폭탄 공격으로 사망했다.